# 亚历山德拉·斯捷潘诺娃
亚历山德拉·尼古拉耶芙娜·斯捷潘诺娃（俄语：Александра Николаевна Степанова，1995年8月19日—），俄罗斯花样滑冰运动员，五次欧洲锦标赛奖牌得主、两次世界青年锦标赛奖牌得主、三次青年大奖赛总决赛奖牌得主。